# Toni Velamazán
Toni Velamazán, född den 22 januari 1977 i Barcelona, Spanien, är en spansk fotbollsspelare. Vid fotbollsturneringen under OS 2000 i Sydney deltog han det spanska lag som tog silver.